# The World EP.1: Movement
The World EP.1: Movement – dziewiąty minialbum południowokoreańskiej grupy Ateez, wydany 29 lipca 2022 roku przez wytwórnię KQ Entertainment. Płytę promowały singel „Guerrilla”.

## Lista utworów
| CD | CD                     | CD                                                                               | CD                                            | CD                                            | CD      |
| Nr | Tytuł utworu           | Tekst                                                                            | Kompozycja                                    | Aranżacja                                     | Długość |
| -- | ---------------------- | -------------------------------------------------------------------------------- | --------------------------------------------- | --------------------------------------------- | ------- |
| 1. | „Propaganda”           | Eden, Ollounder, Leez, Peperoni, Oliv, Dwayne, Neko                              | Eden, Ollounder, Leez, Peperoni, Oliv         | Eden, Ollounder, Leez, Peperoni, Oliv         | 1:17    |
| 2. | „Sector 1”             | Eden, Ollounder, Leez, Maddox, Peperoni, Oliv, Kim Hong-joong, Song Min-gi       | Eden, Ollounder, Leez, Maddox, Peperoni, Oliv | Eden, Ollounder, Leez, Maddox, Peperoni, Oliv | 3:03    |
| 3. | „Cyberpunk”            | Eden, Ollounder, Leez, Peperoni, Oliv, Kim Hong-joong, Song Min-gi               | Eden, Ollounder, Leez, Peperoni, Oliv         | Eden, Ollounder, Leez, Peperoni, Oliv         | 3:44    |
| 4. | „Guerrilla”            | Eden, Ollounder, Leez, HLB, Kim Hong-joong, Song Min-gi                          | Eden, Ollounder, Leez                         | Ollounder                                     | 3:27    |
| 5. | „The Ring”             | Eden, Ollounder, Leez, Buddy, Kim Hong-joong, Song Min-gi                        | Eden, Ollounder, Leez, Buddy                  | Eden, Ollounder, Leez, Buddy                  | 4:00    |
| 6. | „WDIG (Where Do I Go)” | Eden, Ollounder, Leez, Peperoni, Oliv, Kim Hong-joong, Song Min-gi, Dwayne, Neko | Eden, Ollounder, Leez, Peperoni, Oliv         | Eden, Ollounder, Leez, Peperoni, Oliv         | 3:13    |
| 7. | „New World”            | Eden, Leez, Buddy, Kim Hong-joong, Song Min-gi, Dwayne, Neko                     | Eden, Leez, Buddy                             | Eden, Leez                                    | 3:36    |

## Notowania
| Lista                                       | Pozycja |
| ------------------------------------------- | ------- |
| Circle Weekly Album Chart                   | 1       |
| Belgian Albums (Ultratop Flanders)          | 21      |
| Belgian Albums (Ultratop Wallonia)          | 41      |
| Croatia International Albums (HDU)          | 28      |
| Finnish Albums (Suomen virallinen lista)    | 6       |
| Hungarian Albums (MAHASZ)                   | 19      |
| Oricon Weekly Album Chart                   | 4       |
| Billboard Japan Hot Albums                  | 64      |
| Polish Albums (ZPAV)                        | 9       |
| Swedish Physical Albums (Sverigetopplistan) | 5       |
| Swiss Albums (Schweizer Hitparade)          | 87      |
| US Billboard 200                            | 3       |
| US World Albums (Billboard)                 | 1       |

## Nagrody w programach muzycznych
| Program               | Data             | Źródło |
| --------------------- | ---------------- | ------ |
| Music Bank (KBS2)     | 5 sierpnia 2022  | [ 12 ] |
| Music Bank (KBS2)     | 12 sierpnia 2022 | [ 13 ] |
| The Show (SBS MTV)    | 2 sierpnia 2022  | [ 14 ] |
| The Show (SBS MTV)    | 9 sierpnia 2022  | [ 15 ] |
| Show Champion (MBC M) | 3 sierpnia 2022  | [ 16 ] |
| Show Champion (MBC M) | 10 sierpnia 2022 | [ 17 ] |

## Sprzedaż
| Kraj             | Sprzedaż  |
| ---------------- | --------- |
| Korea Południowa | 1 002 031 |
| Japonia          | 34 539+   |
| USA              | 47 000    |